# Trichoclinocera nepalensis
Trichoclinocera nepalensis är en tvåvingeart som beskrevs av Sinclair 2005. Trichoclinocera nepalensis ingår i släktet Trichoclinocera och familjen dansflugor.
Artens utbredningsområde är Nepal. Inga underarter finns listade i Catalogue of Life.